# Жовтощок
Жовтощо́к (Metopothrix aurantiaca) — вид горобцеподібних птахів родини горнерових (Furnariidae). Мешкає на заході Амазонії. Це єдиний представник монотипового роду Жовтощок (Metopothrix).

## Опис
Довжина птаха становить 11 см, вага 10—12 г. Забарвлення жовтощока помітно відрізняється від забарвлення більшості представників родини горнерових. Верхня частина тіла птаха сірувато-оливкова, нижня частина тіла жовтувата. Обличчя і горло яскраво-жовті, лоб оранжевий. Лапи оранжево-жовті. У молодих птахів обличчя дещо блідіше.

## Поширення і екологія
Жовтощоки поширені на південному сході Колумбії (Путумайо, Амасонас), на сході Еквадору і Перу, на заході Бразилії (на південь від Жапури та Амазонки, на схід до гирла Мадейри) та на північному сході Болівії. Вони живуть в долинах річок басейну Амазонки, у вологих тропічних і заболочених лісах, на річкових островах. Зустрічаються невеликими зграйками, на висоті до 650 м над рівнем моря, в Перу на висоті до 1100 м над рівнем моря. Не приєднуються до змішаних зграй птахів. Живляться переважно безхребетними. Гніздо велике, кулеподібне з бічним входом, зроблене з гілочок, розміщується на висоті від 4 до 20 м над землею.